# Taufbecken (Courcoury)

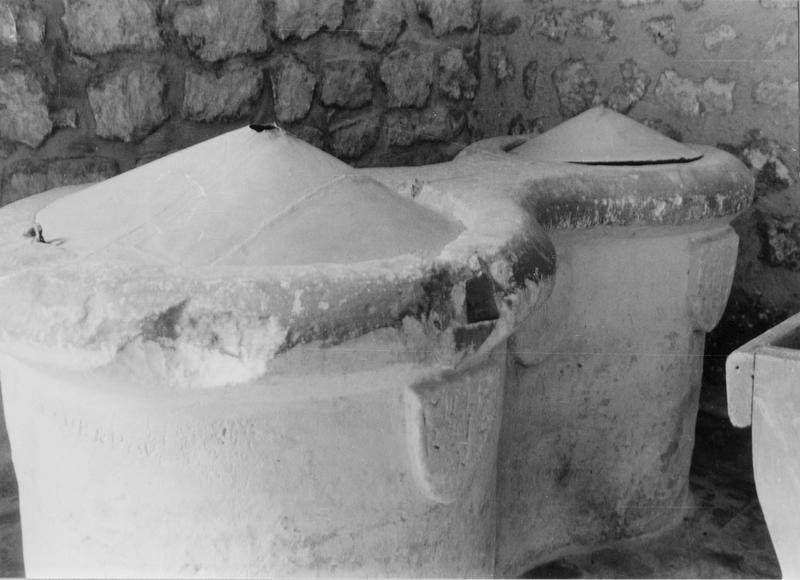
Taufbecken in Courcoury

Das Taufbecken in der Kirche St-Martin in Courcoury, einer französischen Gemeinde im Département Charente-Maritime der Region Nouvelle-Aquitaine, wurde im 17. Jahrhundert geschaffen. Das Taufbecken aus Stein ist seit 1911 als Monument historique in die Liste der geschützten Objekte (Base Palissy) in Frankreich aufgenommen.
Das Taufbecken besitzt zwei Becken, die beide mit steinernen Deckeln abgeschlossen werden. Acht Namen von Pfarrern der Gemeinde sind in den Wappenfeldern angebracht.
Ein Becken diente zur Aufbewahrung des Taufwassers, das andere wurde für die Taufe genutzt.